# Chaoyangsaurus youngi
Chaoyangsaurus youngi — вид птахотазових динозаврів родини Чаоянзаврові (Chaoyangsauridae), що існував наприкінці юрського періоду, 148 млн років тому.

## Назва
Родова назва Chaoyangsaurus перекладається як «ящір з Чаояна» і дана по типовому місцезнаходженню решток динозавра у провінції Ляонін на сході Китаю. Вид С. youngi названо на честь китайського палеонтолога Яна Чжунцзяня.

## Опис
Дрібний динозавр, досягав завдовжки не більше 3 м і важив всього 10 кг. У Chaoyangsaurus були короткі передні лапи, через що він пересувався на задніх. Однак, судячи з його решток, він вже намагався ходити рачки.